# Casa natal de Sant Vicent Ferrer
La Casa Natalícia de Sant Vicent Ferrer coneguda popularment com a Pouet de Sant Vicent, és un edifici situat al número 1 del carrer del Pouet de Sant Vicent de València, també té accés pel carrer de la Mar, i és on va nàixer Sant Vicent Ferrer el 23 de gener de 1350.

## Cronologia
La casa paterna en què va nàixer el sant fou comprada per la ciutat en 1573 i totalment reedificada en 1677, amb posteriors intervencions que l'han alterat. En 1734 se decora la façana amb talla, estucs i daurats, fent més gran la porta del pati en 1755. Aquell mateix any Llorenç Martínez va decorar una de les façanes i va fer algunes obres a la porta del pati del mateix edifici, amb motiu del III Centenari de la canonització del sant.
En 1950 fou totalment reconstruïda per l'arquitecte municipal Vicente Valls Gadea amb un estil gòtic civil valencià afegint alguns edificis adjacents, formant un complex amb l'edifici originari, l'antiga capella del Naixement, la sala del Gremi d'Obrers i altres edificis, amb la capella octogonal.

En l'actualitat, sols trobem el record del sant a través dels taulells que hi ha a l'interior.

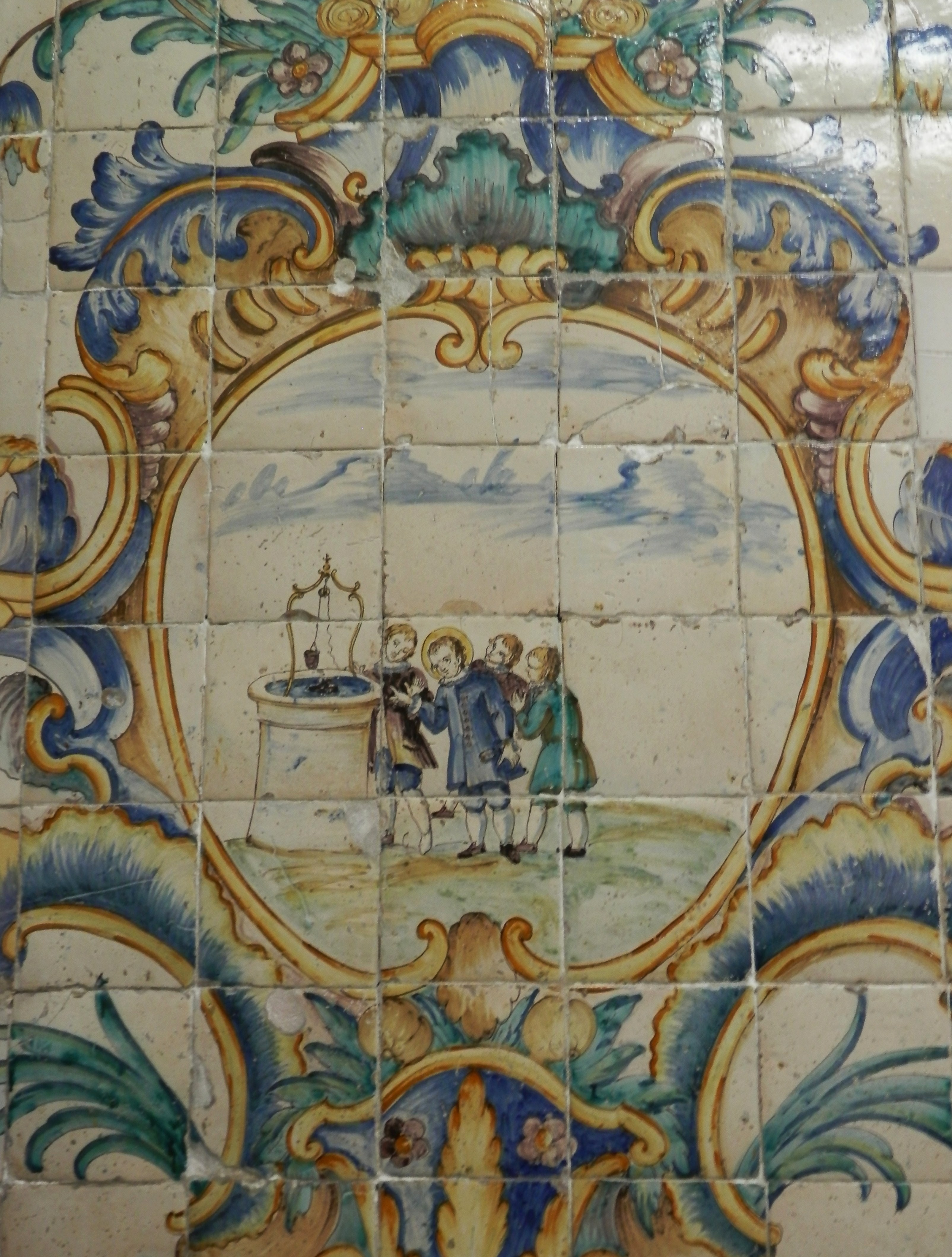
Panell ceràmic
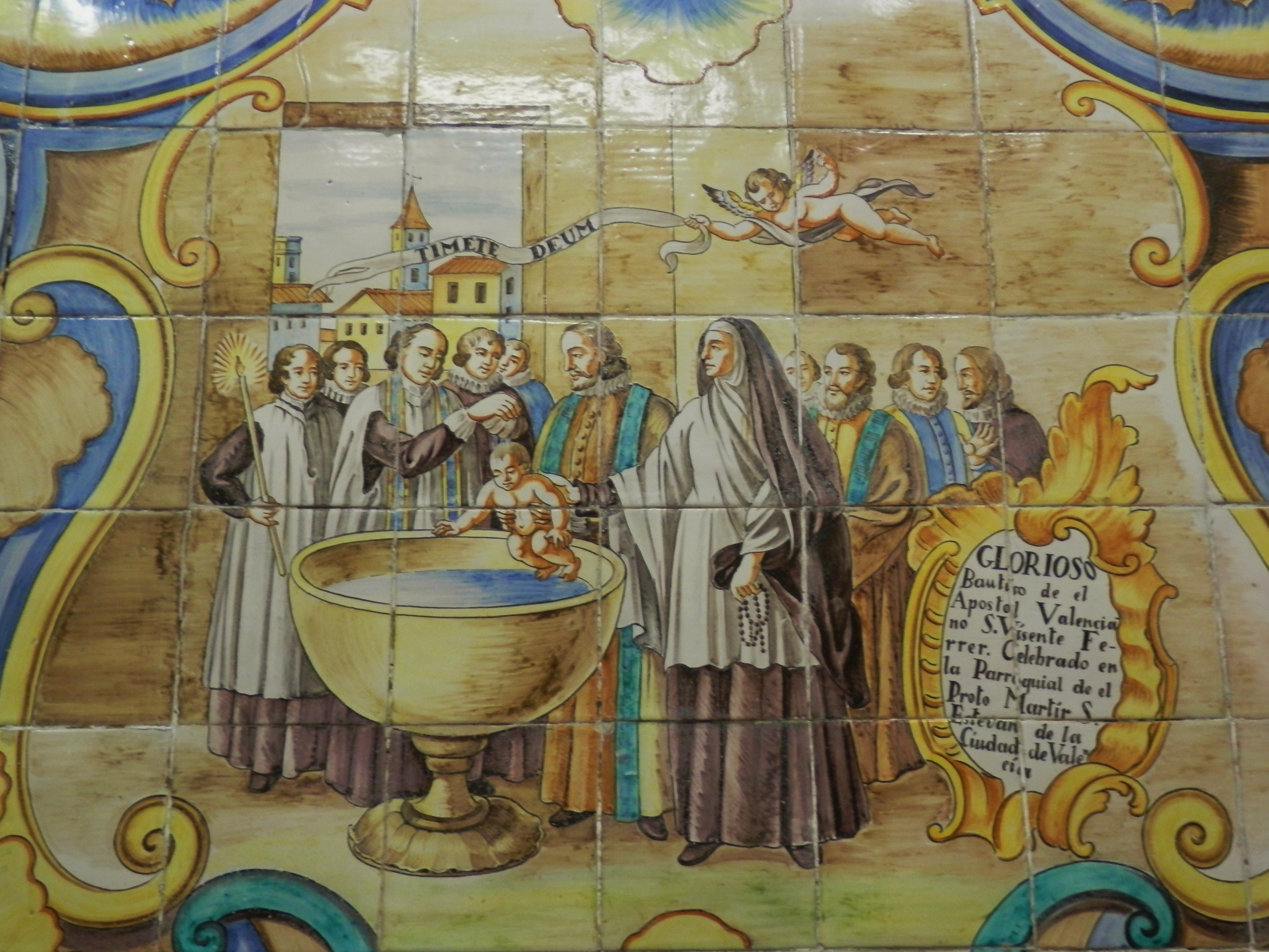
Panell ceràmic amb el bateig de Vicent Ferrer
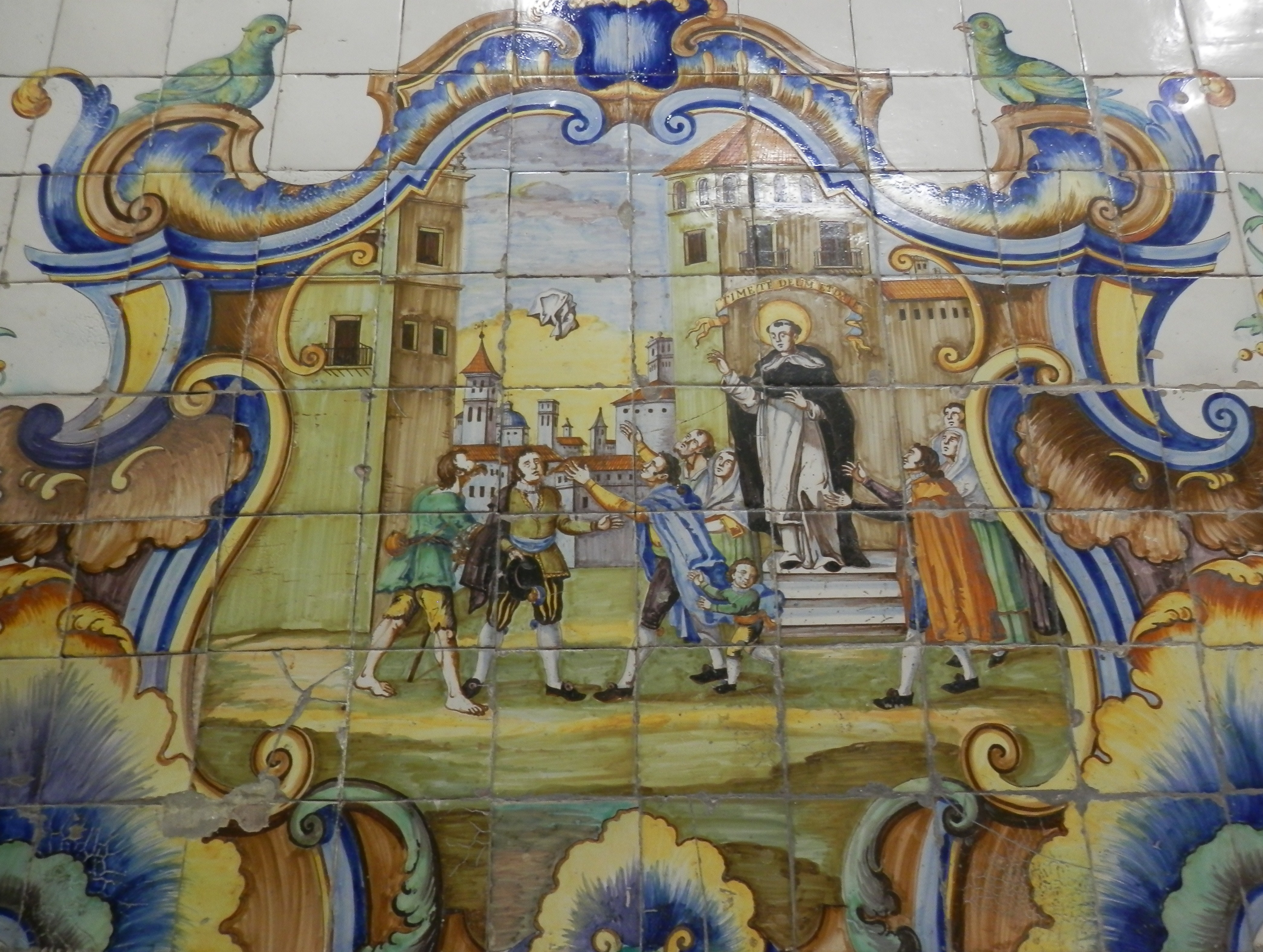
Panell ceràmic amb el milacre del mocadoret

L'antiga habitació del sant es manté i té un retaule de Vicente López. És de destacar el pou miraculós, junt als miracles, la capella i la font.

## El Pouet de Sant Vicent
Com totes les cases de l'època, la casa tenia un pou, on segons la tradició el sant va fer alguns miracles. A mitjans del segle xix la ciutat de València va patir per segona vegada en el segle una epidèmia de còlera, i el pouet va rebre molta afluència de gent a beure i carregar aigua, i segons consta als taulells de 1854 el pouet va abastir amb 159.976 cànters d'aigua la ciutat. En agraïment, l'any 1858 col·locaren l'actual pica de marbre que a través de quatre aixetes subministrava l'aigua. El pouet va deixar de tindre aigua cap a 1975, procedint posteriorment l'aigua del subministrament general.
La casa conserva la font i el pouet miraculós, amb decoració ceràmica del segle xviii.